# 伪阿波罗多洛斯
伪阿波罗多洛斯（Pseudo-Apollodorus）在神话学上，这是指重要的古典希腊神话文献《书库》的作者的名字。
书库的作者为谁，现在实际上已经无法得知。在得自巴黎国立图书馆的残存的手卷上，作者的名字被写为“阿波罗多洛斯”。这个阿波罗多洛斯传统上被认为就是前2世纪的古希腊学者雅典的阿波罗多洛斯（约去世于前120年），即语法学家阿里斯塔克的学生。
然而在现存的书库文稿中，引用了罗马作者罗得岛的卡斯托耳的著作，后者是与西塞罗同时代的人，生活于公元前1世纪。所以从时间上，雅典的阿波罗多洛斯不可能是书库的作者。因此现代神话学家一般称此作者为“伪阿波罗多洛斯”。

## 资料来源
- Aubrey Diller，Studies in Greek Manuscript Tradition，Originally as “The Text History of the Bibliotheca of Pseudo-Apollodorus”